# Cupa (constelație)
Cupa este o constelație de pe cerul austral. Numele ei în latină este crater, iar în mitologia greacă este asemănată cu cupa Bunului Apollo. Este una dintre cele 48 de constelații listate de astronomul Ptolemeu și rămâne una dintre cele 88 de constelații moderne. Constelația este formată din stele palide: niciuna dintre stelele ce o compun nu sunt mai luminoase decât magnitudinea 3.
În astronomia chinezească constelația Cupa face parte din constelația Păsării Sudice Vermillion. (南方朱雀, Nán Fāng Zhū Què)

## Descriere și localizare

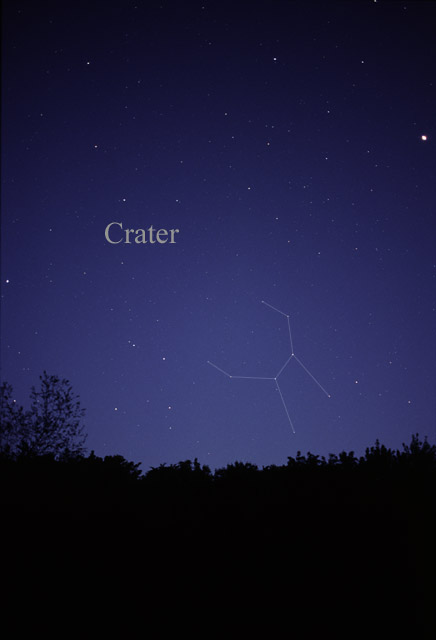
Constelația Cupa văzută cu ochiul liber. Pentru identificarea mai ușoară au fost trasate linii între stele.

## Mitologie
Coordonate:  11h 00m 00s, −16° 00′ 00″